# Сьерра, Эммануэль Мартин
Эммануэль (Иммануил) Мартин Сьерра (исп. Emanuel Martin Sierra, OAR; 2 октября 1892, Гранада, Андалусия — 26 июля 1936, Мотриль, Андалусия) — блаженный Римско-католической церкви, священник, монах из католического монашеского ордена августинцев, мученик. Один из восьми мотрильских мучеников.

## Биография
24 октября 1915 года, после получения богословского образования, Эммануэль Мартин Сьерра был рукоположён в сан священника. В 1929 году был направлен в монастырь августинцев, находившийся в городе Мотриль, Испания. С 1930 года служил в приходской церкви Божественного Провидения. В своей пастырской деятельности занимался благотворительностью.
Начало Гражданской войны в Испании застал в приходе города Мотриль. Осознавая угрозы со стороны испанских республиканских властей, Эммануэль Мартин Сьерра остался в приходе. 25 июля 1936 года был насильно изгнан из монастыря августинцев и арестован. На следующий день, 26 июля 1936 года был расстрелян во дворе церкви вместе с другим монахом Викентием Пиниллой.

## Прославление
7 марта 1999 года был причислен к лику блаженных вместе с другими мотрильскими мучениками римским папой Иоанном Павлом II.
День памяти в Католической церкви — 5 мая.